# Augustowský zátah

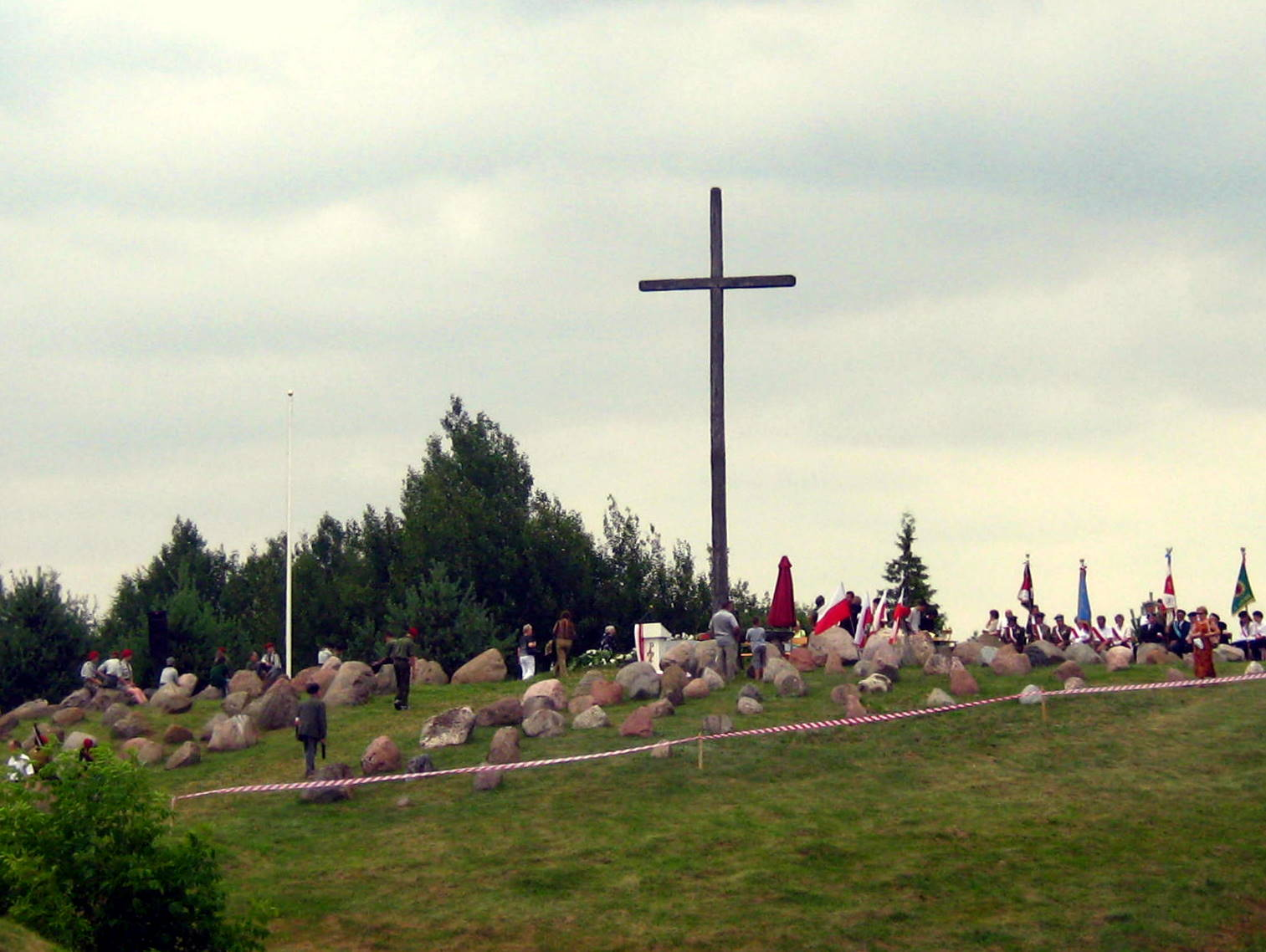
Kříž v Giby věnovaný památce zavražděných

Augustowský zátah (polsky Obława augustowska) byla akce sovětské Rudé armády provedená během července 1945, která měla rozprášit antikomunistické tendence v oblasti Suwałki a Augustova. Vedle jiných se na akci podílely i oddíly NKVD. Zátah se někdy označuje jako „Malá Katyň“.

## Průběh
V období mezi 10. a 25. červencem 1945 provedli příslušníci 3. běloruského frontu Rudé armády a 62 jednotek NKVD rozsáhlou operaci v okolí augustovského lesa a jeho okolí. Z polských vojáků Sovětům nejvíce pomáhal pozdější ministr vnitra Miroslaw Milewski. Příslušníci Rudé armády obehnali zdejší vesnice, pozatýkali jejich obyvatelstvo, které podezřívali ze styků s odpůrci režimu. Zajato tak bylo přes sedm tisíc lidí, které sovětští vojáci uvěznili na více než padesáti místech. V nich zadržované mučili, a spoutané ostnatým drátem vyslýchali. Některé po výslechu poslali domů, ale například 252 Litevců, patřících do uskupení snažící se o nezávislost jejich národa, předali NKVD. Dalších asi 600 lidí polské národnosti ovšem zmizelo beze stopy.
Existuje podezření, že byli převezeni do blízkosti města Grodno a tam v pevnosti zavražděni. V těchto prostorách členové NKVD prováděli popravy již v minulosti. Místem vykonání vražd se zřejmě stala vesnice Naumowicz. Dle polského historika profesora Krzysztofa Jasiewicze probíhaly vraždy u jezera Goldap nebo u obce Rominty, poblíž které se nachází lovecký zámeček
Hermanna Göringa. Autorka knihy o Katyni, ruská profesorka Natalia Lebeděva z Historického ústavu Ruské akademie věd, vyslovila myšlenku, že se polští občané mohli dostat do tajného tábora, v němž pak na nich probíhaly experimenty chemickými nebo biologickými zbraněmi.
Roku 2011 ruský historik Nikita Petrov publikoval šifrované telegramy, jež v červenci 1945 poslal generál Viktor Abakumov, velitel kontrarozvědky, šéfovi NKVD Lavrentiji Berijovi. Depeše se podařilo nalézt během roku 1990 v archivech sovětské tajné služby KGB. V nich stojí, že 20. července 1945 přijela z Moskvy do Olecka speciální skupina pracovníků určená k likvidaci osob zadržených v lesích okolo Augustówa. Těch mělo být 592, což téměř odpovídá počtu osob, jenž během této akce v regionu zmizel.
Během srpna proběhla podobná akce Rudé armády a NKVD také na druhé straně hranice v litevském okrese Marijampole.

## Vyšetřování
V listopadu 1945 vyslali obyvatelé obce Giby delegaci za Bolesławem Bierutem, která se zajímala o osudy pohřešovaných osob. Na konci padesátých let se o zmizelé občany zajímali i dva poslanci, Jan Kłoczko a Antoni Palczak, ale nezjistili vůbec nic. Během roku 1987 začala exhumace hrobů v lese u osady Gip, v nichž se měla nacházet těla mrtvých Poláků. Nakonec se ovšem ukázalo, že v hroby ukrývaly těla mrtvých německých vojáků ze druhé světové války.
Komunistické úřady nikdy nepotvrdily realizaci zátahu. Mluvčí vlády Jerzy Urban popřel i zmizení polských občanů. V roce 1992 sice státní zástupce v Suwałkách zahájil vyšetřování. To pak ale bylo následně zastaveno. Další vyšetřování prováděl po roce 2000 Ústav paměti národa. Ten zátah původně klasifikoval jako komunistický zločin a od července 2009 také jako zločin proti lidskosti. Polští vyšetřovatelé se několikrát s žádostí o pomoc obrátili na Ruskou federaci.

## Vzpomínka
Na památku zátahu byl roku 1987 v Gipy zbudován pomník, jehož autorem je Andrzej Strumiłło. V obci se také každoročně konají vzpomínkové akce upomínající na události z roku 1945. Roku 1991, po exhumaci těl z hrobů u Giby, byl na tomto místě vztyčen kříž představující symbolicky hrob. Na deskách u kříže jsou uvedena jména 530 osob.